# Arawacus aetolus
Espèce
 Arawacus aetolus est une espèce d'insectes lépidoptères - ou papillons de la famille des Lycaenidae, sous-famille des Theclinae, tribu des Eumaeini, du groupe du Thereus et du genre Arawacus.

## Dénomination
Le genre a été décrit par l'entomologiste suisse Johann Heinrich Sulzer en 1776, sous le nom initial de Papilio aetolus Sulzer, 1776.

### Synonymie
- Papilio aetolus (Sulzer, 1776)
- Papilio linus (Fabricius, 1776) [2]
- Papilio amelia (Herbst, 1804)

### Noms vernaculaires
Arawacus aetolus se nomme Aetolus Stripestreak en anglais.

## Description
Ce papillon d'une envergure d'environ 27 mm possède une fine queue à chaque aile postérieure. Le dessus est blanc bandé de marron clair avec chez le mâle une grosse tache androconiale marron aux antérieures.
Le revers est blanc rayé de marron et d'une ligne submarginale orange.

## Écologie et distribution
Il est présent en Amérique du Sud, en Colombie, au Vénézuela, à Trinité-et-Tobago, en Bolivie, au Surinam et en Guyane.

### Biotope
Il réside en bord de route et lisière de forêt.

### Protection
Pas de statut de protection particulier.